# Ferguson P99
El Ferguson P99 fue un monoplaza de Fórmula 1 con tracción en las cuatro ruedas, construido por Ferguson Research Ltd. para el equipo Rob Walker Racing. Fue el primer automóvil con tracción total en competir en F1, siendo impulsado por un motor Climax de 1,5 litros. También fue el último automóvil con motor delantero en ganar una carrera de Fórmula 1 (no puntuable). 

## Historia
Fred Dixon y Tony Rolt consideraron la posibilidad de usar cuatro ruedas tractoras en los circuitos de carreras, y con Harry Ferguson ansioso por promover los sistemas de transmisión de su tractor Ferguson, el trabajo en firme comenzó en el P99 en 1960. Con una distribución de par 50-50 entre los dos ejes, el diseño de Claude Hill fue concebido para tener una distribución de peso uniforme sobre ambos ejes, lo que junto con la posición de la caja de cambios requería un diseño con motor delantero, a pesar del reciente éxito abrumador de Cooper y Lotus con sus monoplazas de motor central. Justo cuando el proyecto estaba a punto de completarse, la decisión del órgano rector de reducir el tamaño de los motores de F1 en un 40% para 1961 supuso un serio problema, lo que hizo que el peso adicional de la transmisión total supusiera una penalización mucho mayor. Sin embargo, el equipo perseveró e instaló un motor Climax de 4 cilindros estándar de 1,5 litros, montado oblicuamente para dejar espacio al eje de transmisión delantero. Además, la posición de conducción se situó ligeramente descentrada para acomodar la caja de cambios y el eje de transmisión trasero al lado izquierdo del conductor.
El coche corrió por primera vez en el British Empire Trophy de 1961, donde el equipo puso al volante a Jack Fairman, pero se accidentó en la segunda vuelta. En el Gran Premio de Gran Bretaña, en Aintree, Fairman condujo el P99 nuevamente, pero se lo cedió a Stirling Moss después de que su Lotus 18, también inscrito por Walker, fallara en la vuelta 44. Finalmente fue descalificado por recibir asistencia externa en la vuelta 56.
La última gran carrera de F1 del P99 se corresponde con su momento de inmortalidad en la competición, ya que Moss lo condujo a la victoria en una lluviosa Copa de Oro Internacional en Oulton Park. En febrero de 1963, el automóvil, que había sido equipado con un motor Climax de 2.5 litros, fue conducido por Graham Hill en el Gran Premio de Australia en Warwick Farm y en el Lakeside International en Lakeside, quedando sexto y segundo respectivamente. La aparición final del P99 se produjo en el campeonato británico de Montaña en 1964, 1965 y 1966, con Peter Westbury ganando el título en 1964.
El P99 se utilizó posteriormente como base para el Indy de tracción total Ferguson P104-Novi, que Bobby Unser condujo en las 500 Millas de Indianápolis de 1964 y de 1965, retirándose en ambas ocasiones. 
En una entrevista de 1997 para la revista Motor Sport, Sir Stirling Moss eligió al P99 como su favorito de todos los monoplazas de F1 que había conducido, quien también había pilotado el Mercedes W196, el Maserati 250F, el Vanwall VW 5 o el Cooper T51.

## Resultados

### Fórmula 1
(Clave) (negrita indica pole position) (cursiva indica vuelta rápida)

| Año     | Equipo            | Motor     | Neu. | Pilotos       | 1   | 2   | 3   | 4   | 5    | 6   | 7   | 8   | Puntos | Pos. |
| ------- | ----------------- | --------- | ---- | ------------- | --- | --- | --- | --- | ---- | --- | --- | --- | ------ | ---- |
| 1961    | Rob Walker Racing | Climax L4 | D    |               | MON | NED | BEL | FRA | GBR  | GER | ITA | USA | 0      | NC   |
| 1961    | Rob Walker Racing | Climax L4 | D    | Jack Fairman  |     |     |     |     | DSQ‡ |     |     |     | 0      | NC   |
| 1961    | Rob Walker Racing | Climax L4 | D    | Stirling Moss |     |     |     |     | DSQ‡ |     |     |     | 0      | NC   |
| Fuente: |                   |           |      |               |     |     |     |     |      |     |     |     |        |      |